# Armeense Staatsuniversiteit voor Economie
De Armeense Staatsuniversiteit voor Economie (Armeens: Հայաստանի պետական տնտեսագիտական համալսարան, Engels: Armenian State University of Economics, ASUE) is een economische universiteit in Jerevan (Armenië).